# 바나나를 탄 끼끼
바나나를 탄 끼끼는 2001년부터 2006년 경까지 EBS에서 방영했었던 어린이유아 TV 프로그램으로, 일본과 대만에서 금지된 대한민국의 어린이 프로그램이다.

## 등장인물
끼끼
주인공. 신기한 바나나를 다루는 원숭이. 서유기의 손오공을 모티브로 한 듯 하다.
꼴깍이
한글편에 나오는 분홍색 오리와 비슷하게 생긴 끼끼의 친구. 글자를 꼴깍 삼킨다. 자신이랑 비슷하게 생긴 파란색 친구도 있다. 이름은 꿀꺽이. 중국의 오리 캐릭터를 모티브 한 듯 한 캐릭터이다.
애벌레
한글편에서만 나오는 애벌레로 끼끼의 친구.
퐁이
수학편에 나오는 트리나무와 비누 비슷하게 생긴 비눗방울 요정 끼끼의 친구. 비눗방울로 만든다. 비눗방울, 모양 비눗방울, 색깔 비눗방울로 만들어 준다.
푸푸
음악편에서만 나오는 노래 요정이며 끼끼의 친구다.
뮤즈
음악여행편에 나오는 음악 요정 끼끼의 친구다.
도레미 요정들
음악여행편에 나오는 음악 요정들. 끼끼의 친구.

## 인기
첫 방영이후 대대적인 인기를 끌기 시작하여 당시 팬사인회도 개최한것으로 전해진다.이외의 비디오시리즈 출시시 거의 같은 기조를 보이며 끼끼 스티커, 껌등도 출시되었다.
엔아트박스 플래시에서 나온 일부 브금이 종종 나오기도 한다.
중국에서는 2004년에 현지화 하여 현지판 버전이 제작되어 2010년 초까지 방영되었다.
중국에서는 비디오, 완구를 포함한 상품(스티커, 껌, 인형, 장난감 등)이 2005년 부터 츌시하였다.

## 그외
2009년 경부터 일본에선 일본 애니메이션중 하나의 어느 한 장면에서 치과를 엉망으로 만들어 학살하는 장면이 이 오프닝끝의 일부 장면처럼 보이기도 하고 장면이 비슷하게 연상시키듯 나오는 것처럼 보이게 되기 때문에 2009년부터 일본과 대만에서 금지된 한국 아동용 TV프로그램으로 되었다.
애니의 그 장면은 NEW 아기공룡둘리 에피중 하나인 "충치소동"의 한 장면이며, 5분16초 부터 나오며, 이때부터가 그장면이다.(2009년이후 부터 일본판(일반판, 어린이용판), 대만판(어린이용판)에서는 그장면을 삭제한채로 방영하였다.) https://www.youtube.com/watch?v=A2L4F2rGgAo
중국에서는"香蕉苔藓"라는 제목이다.